# Eurygastropsis castanea
Eurygastropsis castanea là một loài ruồi trong họ Tachinidae.